# Старостина, Юлия Валерьевна
Старостина Юлия Валерьевна (род. 30 ноября 1975, Москва) — мастер спорта СССР по фехтованию, поэт-песенник.

## Спортивная биография
Юлия Старостина родилась 30 ноября 1975 года в Москве. После школы поступила в Российский Государственный Университет Физической Культуры, Спорта, Молодёжи и Туризма (ГЦОЛИФК). С 1991 года — Мастер спорта СССР по фехтованию. Чемпионка Кубка России в личном зачёте по фехтованию на саблях — 16.01.2000 г. Москва.
Неоднократный победитель и призёр чемпионатов России в личных и командных соревнованиях по фехтованию на саблях и рапирах. Бронзовый призёр Первенства Европы по фехтованию на рапирах — 12.11 1994 г. Краков (Польша). Чемпионка Спартакиады Содружества Независимых Государств в личном зачёте — 9 мая 1995 г. Санкт-Петербург. Победитель Первенства СССР по фехтованию на рапирах — 17 апреля 1991 г. Казань.

## Достижения

### Первенства СССР и СНГ
- Первенство СССР по фехтованию на рапирах среди девушек , 17 апреля 1991 г. Казань. (1-е место, личное первенство);
- Первенство СССР по фехтованию на рапирах среди девушек , 26 ноября 1991 г. Смоленск (1-е место, командное первенство);
- Открытое Первенство СНГ по фехтованию на рапирах среди юниоров, 7 марта 1992, г. Владимир (2-е место, личное первенство);
- Спартакиада Содружества Независимых Государств, 9 мая 1995 г. Санкт-Петербург (1-е место, личное первенство);
- Спартакиада Содружества Независимых Государств, 11 мая 1995 г. Санкт-Петербург (2-е место, командное первенство);

### Кубки и Чемпионаты РОССИИ
- Кубок России по фехтованию на рапирах среди женщин «На призы Смоленских партизан», 21-26 октября 1995 г. г. Смоленск. (1-е место, командное первенство);
- Открытый Кубок России по фехтованию на рапирах среди женщин «На призы Смоленских партизан», 28 октября 1996 г. г. Смоленск. (3-е место, личное первенство);
- Первенство России по фехтованию на рапирах среди девушек, 13-18 марта 1995 г. г. Дзержинск. (3-е место, личное первенство);
- Открытый Кубок России по фехтованию на рапирах среди женщин «На призы Смоленских партизан», 22-27 октября 1997 г. г. Смоленск. (2-е место, командное первенство);
- Первенство России по фехтованию на рапирах среди девушек, 20 января 1994 г. г. Смоленск. (3-е место, личное первенство);
- Кубок России по фехтованию на саблях среди женщин, 17.01.1999 г. г. Москва. (1-е место, командное первенство);
- Кубок России по фехтованию на саблях среди женщин, 16.01.2000 г. г. Москва. (1-е место, личное первенство)
- Чемпионат России по фехтованию на саблях среди женщин, 26 мая 2000 г. г. Москва (2-е место, командное первенство);
- Кубок России по фехтованию на саблях среди женщин, 19.01.2001 г. г. Москва. (1-е место, командное первенство);
- Чемпионат России по фехтованию на саблях среди женщин, 17 июня 2001 г. Москва (2-е место, командное первенство);

### Международные соревнования
- Первенство Европы по фехтованию на рапирах, 12.11. 1994 г. Краков, Польша (3-е место, личное первенство);
- Международный турнир по фехтованию на рапирах, 11. 03. 1990 г. Рига (3-е место, командное первенство);
- Международный турнир по фехтованию среди юниоров "Звёзды России"на призы Спорткомитета России, 11- 14. 02. 1995 г. Владимир (1-е место, личное первенство);

### Кубки и Чемпионаты Москвы
- Чемпионат г. Москвы по фехтованию на саблях среди женщин, 12. 08. 1998 г. (2-е место, личное первенство);
- Чемпионат г. Москвы по фехтованию на саблях среди женщин, 3 сентября 1999 г. (2-е место, личное первенство);
- Московские Молодёжные Игры по фехтованию на рапирах среди девушек, 3-8 окт. 1994 г. (1-е место, личное первенство);
- Чемпионат г. Москвы по фехтованию на рапирах среди женщин, 5 мая 1994 г. (2-е место, личное первенство);
- Чемпионат г. Москвы по фехтованию на рапирах среди женщин, 20-25 мая 1995 г. (1-е место, личное первенство);
- Чемпионат г. Москвы по фехтованию на рапирах среди женщин, 14-19 мая 1996 г. (1-е место, личное первенство);
- Кубок г. Москвы по фехтованию на рапирах среди женщин, 1-5 окт. 1996 г. (1-е место, личное первенство);
- Чемпионат г. Москвы по фехтованию на рапирах среди женщин, 19-28 апреля 1997 г. (1-е место, личное первенство).

## Творчество
Писать стихи Юлия Старостина начала с детства, в 1995 году вышел сборник её стихов «В стране подобий». Творческий путь Старостиной, как поэта-песенника, начался в 1998 году с песни «Смелый ветер» (муз. И. Корнилова) в исполнении Аллы Горбачёвой — альбом «Голос». С тех пор Юлия написала немало песен.
Поэтесса Юлия Старостина сотрудничает с композиторами: Екатериной Семёновой, Юлианой Донской, Светланой Кулеминой, Александром Ружицким, Гурамом Грановским, Игорем Корниловым, Александром Дементьевым, Олегом Воляндо, Дмитрием Толстовым, Майком Шевченко, Анатолием Зубковым и другими.
Песни на стихи Юлии Старостиной исполняют: Валерий Леонтьев, Ирина Аллегрова, Сергей Пенкин, Лолита, Юлиан, Вахтанг Кикабидзе, Алёна Апина, Стелла Джанни, Екатерина Семёнова, Натали, Наталья Ветлицкая, Елена Воробей, Наталья Сенчукова, Александр Маршал, Ольга Стельмах, Арина и «Размер» project, Светлана Алмазова, Вероника Агапова, Елена Аджей, Вилена, Владимир Винокур и гр. «Девчата», Alex Rouge, Ксения Георгиади, Дмитрий Харатьян, Алла Горбачёва, Татьяна Иванова, Мария Кац, Ирина Круг, гр. Комиссар, Лена Князева, Марина Лях, Юлика, Ласкала, Марина Могилевская, Ника, Ирина Салтыкова, гр. Шан-хай и другие артисты…

## Признание

### «Шансон года»
- 2005 — «Осеннее кафе», исполняет Ирина Круг
- 2018 — «Снег», исполняет Елена Воробей

### «Первый Всероссийский Музыкальный Конкурс — Новые песни детства»
- 2009 — «Сладкоежки», исполняют Денис Клявер и Лиза Корнилова

### «Книга — Антология современной патриотической и военной песни России»
- «За глубокими озёрами», исполняет Олег Воляндо
- «Подмосковье», исполняет Олег Сорокин и группа Девчата
- «Живи и славься, Подмосковье!», исполняет Московский областной хор имени А. Д. Кожевникова и Государственный Симфонический Оркестр Кинематографии
- «Это наша судьба», исполняют Олег Воляндо и Ирина Апексимова
- «Поют ветра», исполняет Олег Воляндо
- «Лететь», исполняет Вероника Агапова

## Творчество

### Исполнители
- Ирина Аллегрова — «Всё сначала…»;
- Валерий Леонтьев — «Корабли»;
- Алла Пугачёва — «К счастью на выстрел», «Проснулась»
- Лолита — «Две любви» (дуэт с А. Маршалом); «Когда меня не будет»
- Николай Басков — «Мир вертится», «Любовь это главное»;
- Алёна Апина — «На ночных облаках», «Назови», «Лодочки»;
- Екатерина Семёнова — «От дождя туман», «Кукла», «Зима», «Листья», «Ночь-река», «Извините», «Память», «Зимушка», «Разноцветный пёс», «Ливни», «Белокрылый странник», «Где-то там, за листопадами», «Новогодняя», «Роман», «Зачем», «На моей руке», «Небо», «Станция-любовь», «Там, где сон трава», «Глоток любви», «Снежный океан», «Белые тени», «Есть женщины», «Любовь мою сохрани», «Мой космос», «Ангел снимает кино», «Разлетаемся», «Я стану для тебя воспоминанием», «Отпускаю ангела», «Пересечёмся» и др.;
- Виктор Рыбин, Наталья Сенчукова (дуэт) — «Замечательно»;
- Наталья Сенчукова — «Нелётная погода», «Все шоколадно», «Сахарная вата», «Прочерки»;
- Ирина Круг — «Осеннее кафе», «Ключики»;
- Сергей Пенкин — «В другую весну», «Танцы в полнолуние», «Ангел», «За пеленой дождя», «Без любви», «Оранжевая луна», «Возьми с собой мою любовь», «Нет и солнца», «Ты мне нужна» и др.;
- Ольга Стельмах — «Двое на ветру», «Ты мой воздух», «Если ты любишь жизнь» (песня о Крыме);
- Натали — «Гости», «Вовочка», «Смешно» «Недоступен», «Территория сердца», «Открываю»;
- Стелла Джанни — «В хрустальном замке», «За кулисами счастья»;
- Вахтанг Кикабидзе — «Две свечи», «Дерево под окнами в саду»;
- Елена Воробей — «Снег», «Замечталась», «Хочу остаться»;
- Вадим Казаченко — «Удержать не смог»;
- Князева Елена — «В городе N», «Круто на футболе»;
- Юлиан — «Душа», «Улетала», «Пробуждение»;
- Никита Джигурда — «Отпускаю ангела»;
- Светлана Алмазова — «Догадайся», «Ночь белым-бела», «Значит завтра»;
- «Ласкала» — «Веселое лето»;
- Марина Могилевская — «Миражи», «Романс», «Дождь»;
- Наталья Ветлицкая — «Ромашка»;
- Владимир Винокур и гр. «Девчата» — «В Новый Год»;
- Группа Кватро — «Вселенная»;
- Группа Комиссар — «Наташка»;
- Ника — «Не уезжай», «Художник-Мишка», «Белое море», «Проверяй потихонечку»;
- Алла Горбачёва — «Смелый ветер»;
- Ксения Георгиади — «Не запретить»;
- Дмитрий Харатьян — «Я вернусь»;
- Группа Республика — «Когда ты даришь любовь»;
- Игорь Корнилов — «Убегай», «Ты такая одна», «Танцы на звёздах», «Отпускаю ангела», «Листопад наших снов» и др.;
- Дмитрий Прянов — «Ангел снимает кино», «Я стану для тебя воспоминанием», «Пересечёмся»;
- Наталья Варлей — «Глоток любви»;
- Шарип Умханов — «Смотри»;
- А также: Арина и «Размер» project, Вероника Агапова, Елена Аджей, Вилена, Alex Rouge, Татьяна Иванова, Мария Кац, Марина Лях, Юлика, Ирина Салтыкова, гр. Шан-хай, гр. Кэтрин-Кэт, гр. Лава, Николай Гориантов, Ирина Влади, Мария Неделкова, Гурам Грановский, Настя Зудова, Владислав Кирюхин, Лилия Месхи, Денис Клявер, Лиза Корнилова и другие артисты…

### Видеоклипы
- Сергей Пенкин — «Танцы в полнолуние»;
- Наталья Сенчукова — «Все шоколадно»;
- Елена Князева — «Круто на футболе»;
- Арина и Размер projekt — «Апельсиновый сок»;
- Ольга Стельмах — «Двое на ветру»;
- Ольга Стельмах — «Если ты любишь жизнь»;
- Игорь Корнилов — «Отпускаю ангела»;
- Ласкала — «Весёлое лето»;
- Настя Зудова — «Ты будешь только мой»;
- Мария Неделкова — «Тигрица»;

### Песни для сериалов и кинофильмов
- Телесериал «Татьянин день» — Лолита и Александр Маршал «Две любви»;
- Телесериал «Генеральская внучка» — Олег Воляндо и Ирина Апексимова «Это наша судьба»;
- Телесериал «Хозяйка тайги» — Олег Воляндо «За глубокими озёрами»;
- Телесериал «Собачья работа» — Олег Воляндо «Дворик»;
- Телесериал «Любовь слепа» — Марина Могилевская «Миражи», «Романс»;
- Телесериал «Ради тебя» — Екатерина Семёнова «На моей руке»;
- Телефильм «Нарочно не придумаешь» — Екатерина Семёнова «Ливни»;
- Телефильм «Целуют всегда не тех» — Оксана Байрак «Только с тобой»;
- Телесериал «Красота требует жертв» — Екатерина Семёнова «Глоток любви»;